# Антонио Велозо
Антонио Аугусто да Силва Велозо (порт. António Augusto da Silva Veloso; 31. јануар 1957) бивши је португалски фудбалер. Играо је на позицији одбрамбеног играча.

## Биографија

### Клупска каријера
Рођен је у градићу Сао Жоао да Мадеира. Фудбал је почео да игра у клубу АД Санжоаренсе, а затим је прешао у Беира Мар, где је играо две сезоне. У сезони 1980/81. прешао је у лисабонску Бенфику, остао је до краја каријере у том клубу.
Са Бенфиком, Велозо је играо у финалу Купа УЕФА у сезони 1982/83, али су изгубили од белгијског Андерлехта укупним резултатом 1:2. У финалу Купа европских шампиона 1987/88, Бенфика је изгубила од ПСВ Ајндховена након извођења једанаестераца, а Велозо је једини промашио пенал (5:6).
Повреда је Велоса оставила ван тима када су стигли до финала у сезони 1989/90, изгубили су од Милана. Повукао се са 38 година након 15 одиграних сезона за Бенфику и више од 500 наступа, потом је постао фудбалски тренер.

### Репрезентативна каријера
Велозо је одиграо 40 утакмица за Португалију. Дебитовао је 18. новембра 1981. године у победи над Шкотском од 2:1 у квалификацијама за одлазак на Светско првенство 1982. године. Играо је на Европском првенству 1984, где је са националним тимом стигао до полуфинала. Остао је ван састава за Светско првенство 1986. године због допинг теста, за који се касније показало да је лажан.
Последњу утакмицу за репрезентацију је одиграо у 36. години, када је био нерешени резултат 2:2 са Шпанијом 19. јануара 1994. године, у пријатељској утакмици.

### Приватно
Његов син, Мигел Велозо, такође је професионални фудбалер. Играо је за португалску репрезентацију.

## Највећи успеси
Бенфика
- Прва лига Португалије (7) : 1980/81, 1982/83, 1983/84, 1986/87, 1988/89, 1990/91, 1993/94.[7]
- Куп Португалије (6) :[8] 1980/81, 1982/83, 1984/85, 1985/86, 1986/87, 1992/93.
- Суперкуп Португалије (3) :[8] 1980, 1985, 1989.
- Куп европских шампиона : финале (1987/88, 1989/90).
- Куп УЕФА : финале (1982/83).